# Гросмонра
Гросмонра (њем. Großmonra) општина је у њемачкој савезној држави Тирингија. Једно је од 55 општинских средишта округа Земерда. Према процјени из 2010. у општини је живјело 954 становника. Посједује регионалну шифру (AGS) 16068018.

## Географски и демографски подаци
Гросмонра се налази у савезној држави Тирингија у округу Земерда. Општина се налази на надморској висини од 185 метара. Површина општине износи 38,9 km². У самом мјесту је, према процјени из 2010. године, живјело 954 становника. Просјечна густина становништва износи 25 становника/km².